# Chrysler Chronos
 (mai 2020).
Si vous disposez d'ouvrages ou d'articles de référence ou si vous connaissez des sites web de qualité traitant du thème abordé ici, merci de compléter l'article en donnant les références utiles à sa vérifiabilité et en les liant à la section « Notes et références ».
La Chrysler Chronos était un concept car créé par Chrysler. Elle a été montrée pour la première fois en 1998. La Chrysler Chronos présente une similitude de conception avec le concept car Chrysler D'Elegance de 1953 ainsi qu'une similitude avec le modèle Chrysler 300C de série.

## Description de la Chronos
La Chronos est équipée d'un moteur V10 OHC de 6,0 L à aspiration normale (construit à partir de trois V8 de 4,7 L) avec environ 350 chevaux (58,3 ch / litre). Le design du concept a une certaine similitude avec les voitures classiques des années 1950 de l'époque de Virgil Exner. La Chronos a des roues en aluminium, un empattement énorme et est une propulsion.